# U-Bahnhof Grenzallee

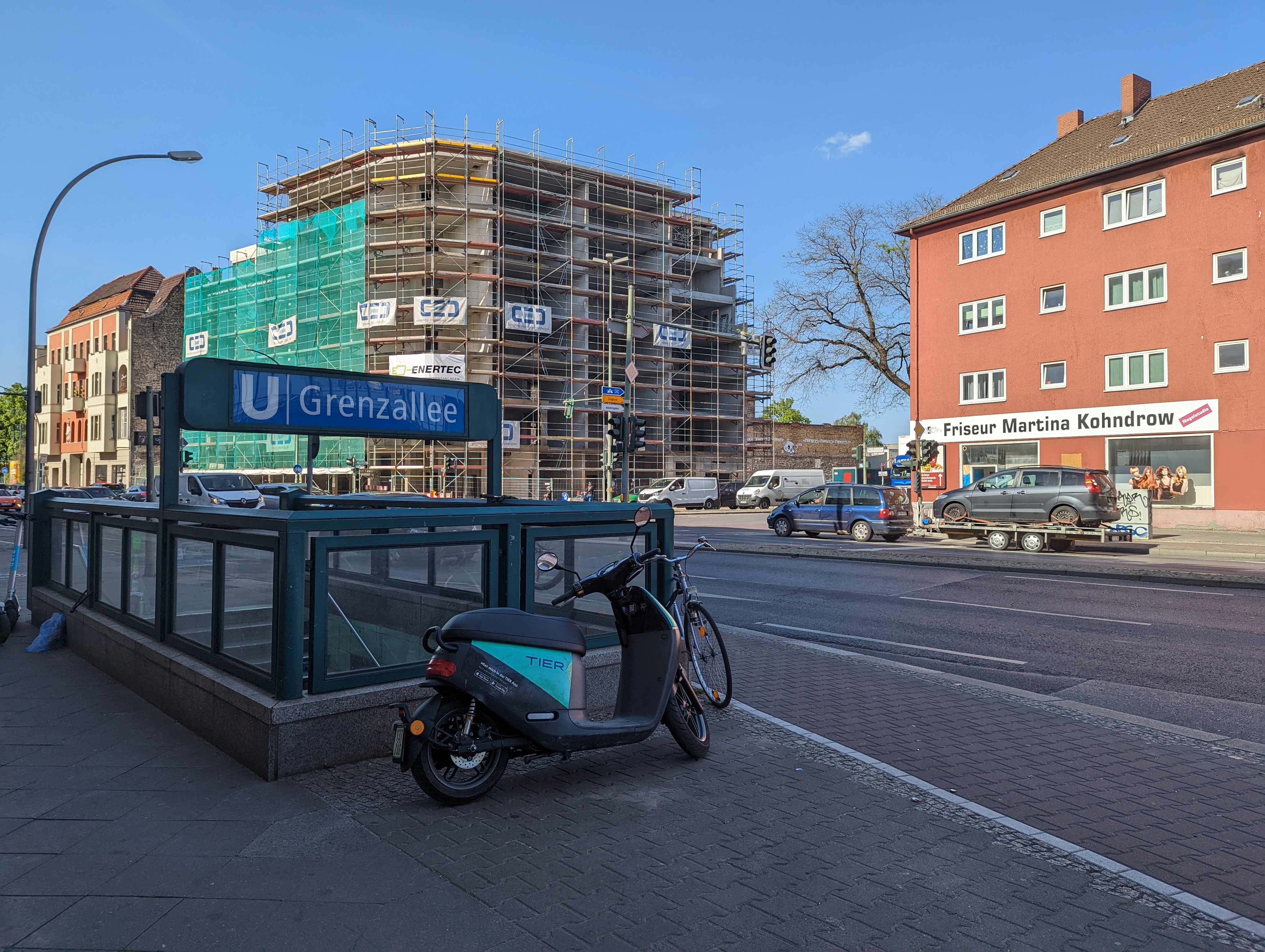
Bahnhofseingang in der Buschkrugallee

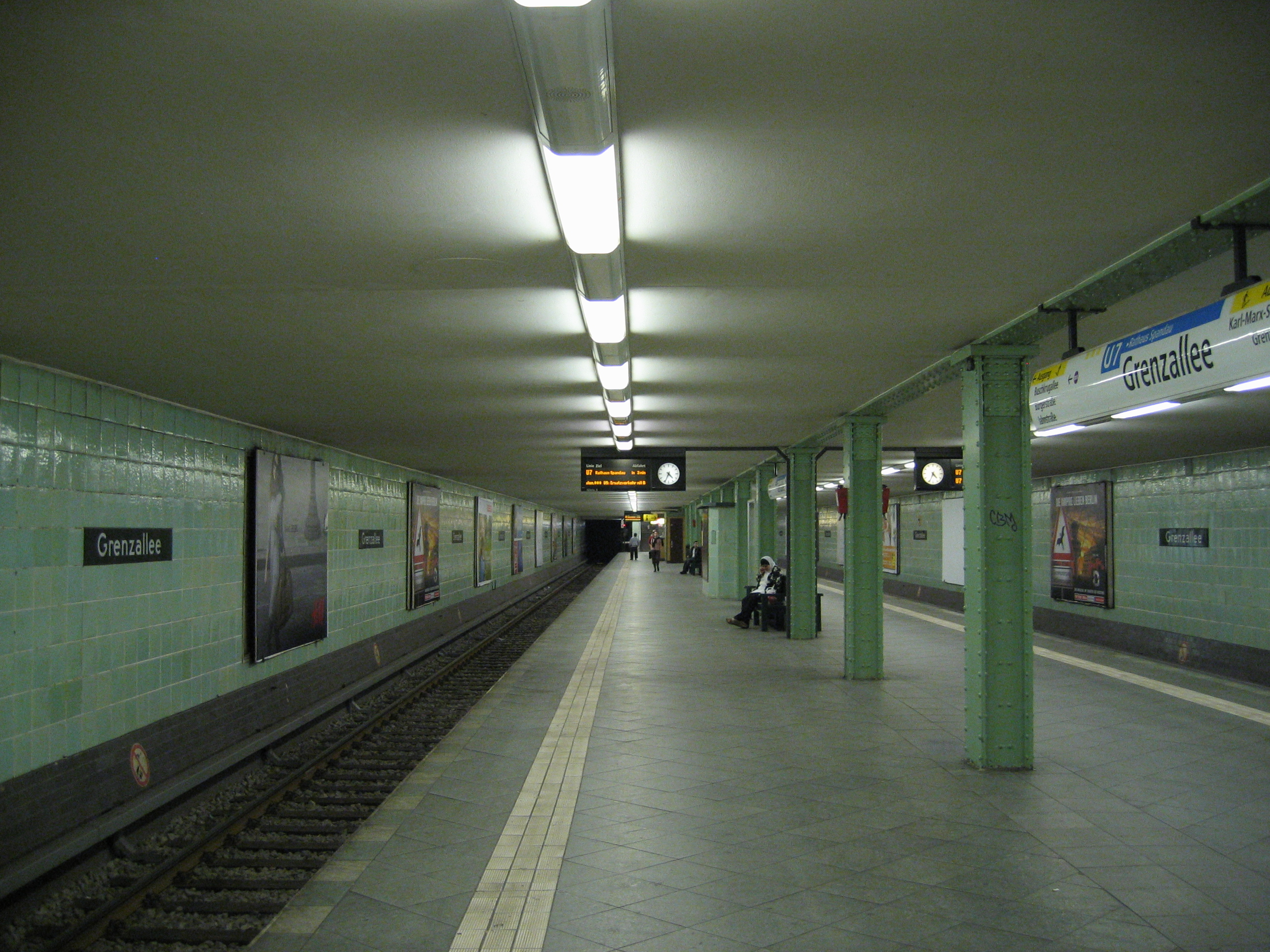
Bahnsteig

Der U-Bahnhof Grenzallee ist eine Station der Berliner U-Bahn-Linie U7 im Norden des Neuköllner Ortsteils Britz. Die am 21. Dezember 1930 eröffnete Station bildete lange Zeit die Endstation der Linie CI. Der Bahnhof, der im Bahnhofsverzeichnis der Berliner Verkehrsbetriebe (BVG) unter dem Kürzel Gz geführt wird.

## Geschichte

### Eröffnung
Die BVG eröffneten den Bahnhof Grenzallee am 21. Dezember 1930 im Zusammenhang mit der Inbetriebnahme der Strecke Bergstraße (heute: Karl-Marx-Straße) – Grenzallee. Die Erlaubnis zum Bau der Strecke war bereits 1928 erteilt worden. Somit fungierte Grenzallee ab 1930 als Endbahnhof für alle aus Wedding kommenden Züge, die den Abzweig der Linie C nach Neukölln fuhren (Linie CI). 
Beim Bau des Bahnhofs war auch südöstlich des Bahnhofs an der Verzweigung des Neuköllner Schiffahrtskanals bzw. Teltowkanals auf städtischem Gelände der Bau einer weiteren Betriebswerkstatt geplant. Speziell dafür ließ die BVG die Tunnelbauwerke bereits hinsichtlich der zukünftigen vier Zufahrtsgleise vorbereiten, zum Bau kam es allerdings nicht.
Für die Gestaltung des Bahnhofs hatte die BVG den schwedischen Architekten Alfred Grenander beauftragt, der bereits davor zahlreiche Bahnhöfe und andere Streckenbauten für die Berliner Hoch- und Untergrundbahn entworfen hatte. Der Bahnhof Grenzallee ist eines der spätesten Werke Grenanders, seine Entwürfe im Stile der Neuen Sachlichkeit waren hier bereits nahezu perfektioniert. Grundlegendes Merkmal des Bahnhofs ist seine zwischen Mittelgrün und Hellgrün changierende Farbe, die ihn für Fahrgäste gut erkennbar macht und somit dem Grenanderschen Farbprinzip folgt: Jeder Bahnhof erhielt eine eigene Kennfarbe. Grenander benutzte für die Gestaltung des Bahnhofs großformatige Fliesen an den Hintergleiswänden und Aufsichtshäuschen. Kräftige, genietete Profilstützen tragen die hell verputzte Decke. Zur Eröffnungszeit war zudem der Bahnsteig dunkel asphaltiert. Der Mittelbahnsteig ist 120 Meter lang, 13 Meter breit und liegt 6,3 Meter unter der Straßenoberfläche.

### Fremdnutzung während des Zweiten Weltkriegs
Wenige Jahre später begann im Jahr 1939 der Zweite Weltkrieg, was zunächst jedoch keine direkten Auswirkungen auf das Bahnhofsgeschehen hatte. Erst ab 1944 verkürzte die BVG den Betrieb der Linie C bis Bergstraße, da der Tunnel südlich des Bahnhofs, inklusive der Bahnhöfe Neukölln und Grenzallee, dem Rüstungsunternehmen Henschel Flugzeug-Werke für monatlich 40.000 Mark (kaufkraftbereinigt in heutiger Währung: rund 185.800 Euro) zur Verfügung gestellt wurde. Diese Fremdnutzung erübrigte sich aufgrund der fortschreitenden Kriegshandlungen jedoch bald.

### Nach dem Krieg
Nach dem Kriegsende wurde der Betrieb am 26. Juli 1945 zwischen Grenzallee, Neukölln (Südring) und Bergstraße als Pendelverkehr wieder aufgenommen. Am 5. Dezember 1945 wurde der Pendelverkehr der Linie CI zwischen Bergstraße und Grenzallee mit dem nördlichen Bereich zusammengefasst. Damit war die Linie wieder komplett und durchgehend zweigleisig befahrbar. Die Streckenführung der Linie verlief von der Grenzallee über Bergstraße und Belle-Alliance-Straße zur Seestraße.
Mit der Teilung der BVG zwischen Ost- und West-Berlin am 1. August 1949 ging die Betriebshoheit der Linie CI an die BVG-Ost über, die von nun an das Betriebspersonal stellte. Der Zugverkehr und die Stromversorgung wurden von der BVG-West sichergestellt. Am 17. August 1953 beschloss die West-Berliner BVG die Verlängerung der Linie CI als CI-Süd über Buschkrugallee nach Britz. 1955 wurde dies abgewandelt zu einer neuen Linie H, die von Rudow über Grenzallee, Mehringdamm nach Siemensstadt führen sollte. Am 3. Mai 1956 wurde die Linie C-Nord eröffnet. Der Bahnhof Grenzallee wurde damit mit der neuen Endstation am Kurt-Schumacher-Platz verbunden, am 31. Mai 1958 mit der neuen Endstation Tegel (heute: Alt-Tegel).
Am 2. November 1959 begannen schließlich die Bauarbeiten an der Strecke Richtung Britz, durch die der Bahnhof Grenzallee seinen Charakter als Endstation verlieren sollte; eröffnet wurde die Erweiterung am 28. September 1963. Nach zwei weiteren Erweiterungen (1970 und 1972) war es nun möglich, mit der neuen U-Bahn-Linie H Rudow zu erreichen. Am 1. März 1966 wurden von der BVG neue Linienbezeichnungen eingeführt. Seit dieser Zeit hält die U-Bahn-Linie U7 am Bahnhof Grenzallee. Mit der Eröffnung der neuen, großen Betriebswerkstatt Britz in der Nähe des Bahnhofs Britz-Süd legte der Berliner Senat auch alle vorherigen Pläne zum Bau einer Betriebswerkstatt an der Grenzallee ad acta.
In den 1990er Jahren sanierte die BVG den Bahnhof, indem sie den asphaltierten Bahnsteigbelag durch dunkelgrüne Keramikfliesen ersetzen ließ. Außerdem besitzt der Bahnhof seitdem Blindenleitstreifen sowie eine verbesserte Beleuchtungsanlage. Seit dem 2. November 2022 besitzt der Bahnhof einen Aufzug und ist seitdem barrierefrei erreichbar.

## Anbindung
| Linie | Verlauf |
| ----- | --- |
|       | Rathaus Spandau – Altstadt Spandau – Zitadelle – Haselhorst – Paulsternstraße – Rohrdamm – Siemensdamm – Halemweg – Jakob-Kaiser-Platz – Jungfernheide – Mierendorffplatz – Richard-Wagner-Platz – Bismarckstraße – Wilmersdorfer Straße – Adenauerplatz – Konstanzer Straße – Fehrbelliner Platz – Blissestraße – Berliner Straße – Bayerischer Platz – Eisenacher Straße – Kleistpark – Yorckstraße – Möckernbrücke – Mehringdamm – Gneisenaustraße – Südstern – Hermannplatz – Rathaus Neukölln – Karl-Marx-Straße – Neukölln – Grenzallee – Blaschkoallee – Parchimer Allee – Britz-Süd – Johannisthaler Chaussee – Lipschitzallee – Wutzkyallee – Zwickauer Damm – Rudow |

Der U-Bahnhof wird neben der Linie U7 und der im Zuge der Linie verkehrenden Nachtbuslinie N7 auch von der Omnibuslinie 171 von Hermannplatz zum Flughafen Schönefeld bedient.